# VAC14
VAC14也称为ArPIKfyve（Associated Regulator of PIKfyve，“PIKfyve相关调节因子”）或TAX1BP2（Tax1 binding protein 2，“Tax1结合蛋白2”）是人类基因 VAC14 编码的蛋白质。